# Захаров, Лев Григорьевич
Лев Григорьевич Захаров (13 декабря 1934, Тула — 3 июня 2015, там же) — главный конструктор противотанковых ракетных комплексов (ПТРК) АО «КБП им. академика Шипунова». Разработчик противотанковых управляемых ракетных комплексов «Метис», «Конкурс», «Корнет» и «Дракон».

## Биография
Окончил машиностроительный факультет Тульского механического института.
С 1958 года до конца своих дней трудился в Конструкторском бюро приборостроения. Работал в группе Николая Макарова над созданием первого противотанкового комплекса «Овод», под руководством Аркадия Шипунова — над созданием комплексов «Фагот» и «Конкурс»., малогабаритного ПТРК «Метис». Противотанковый ракетный комплекс «Фагот», принятый на вооружение советской армии в 1970 г., совершил техническую революцию в проектировании противотанковых ракетных систем. Также принимал участие в разработке комплекса управляемого вооружения танка (КУВТ) с радиокомандным наведением 9М112 «Кобра», комплексов «Бастион», «Шексна», «Свирь» и «Рефлекс» с помехозащищенной лазерно-лучевой системой управления.
Самой значимой разработкой конструктора считается создание уникального противотанкового ракетного комплекса третьего поколения «Корнет».

 «При создании ПТРК третьего поколения „Корнет“ пришлось разрабатывать не только новую, на современной элементной базе высокотехнологичную ракету с лучевой системой управления, но и новый прицел — прибор наведения на базе высокочастотного лазерного диода… Сложилось так, что „Корнет“ заслужил высокую оценку в одной из стран арабского мира и после большого количества испытаний у себя арабы с нами заключили контракт. Надо сказать, что они вообще ничего не покупают, пока не увидят собственными глазами и не испытают изделия непосредственно у себя в жаркое время (в июле или августе), когда температура около 50 градусов в тени при стопроцентной влажности». — 
.
Под его руководством были разработаны и модернизированы комплексы и ракеты «Конкурс-М», «Метис-М», «Инвар», «Кан», «Аркан».
С 2014 г. являлся заместителем управляющего директора — главным конструктором по противотанковым ракетным комплексам.
Соавтор более 150 изобретений.

## Награды и звания
- Государственная премия СССР
- Государственная премия Российской Федерации 1993 года в области науки и техники (8 июня 1993) за разработку комплекса новых технических решений танка Т-80У и внедрение его в серийное производство
- Дважды лауреат премии им. С. И. Мосина,
- Ордена «За заслуги перед Отечеством» IV и III степеней,
- Медали «За доблестный труд», «За трудовую доблесть», «Ветеран труда»[2].